# Ткачи (род птиц)
Ткачи́ (лат. Ploceus) — род птиц из семейства Ткачиковые.

## Виды
- Ploceus baglafecht (Daudin, 1802) — Черноухий ткач
- Ploceus bannermani Chapin, 1932 — Баннерманов ткач
- Ploceus batesi (Sharpe, 1908) — Бурощёкий ткач
- Ploceus nigrimentus Reichenow, 1904 — Черногорлый ткач
- Ploceus bertrandi (Shelley, 1893) — Бертрандов ткач
- Ploceus pelzelni (Hartlaub, 1887) — Тонкоклювый ткач
- Ploceus subpersonatus (Cabanis, 1876) — Западный золотой ткач
- Ploceus luteolus (Lichtenstein, 1823) — Малый масковый ткач
- Ploceus ocularis A. Smith, 1828 — Очковый ткач
- Ploceus brachypterus Swainson, 1837
- Ploceus nigricollis (Vieillot, 1805) — Короткокрылый ткач
- Ploceus alienus (Sharpe, 1902) — Синичий ткач
- Ploceus melanogaster Shelley, 1887 — Чернобрюхий ткач
- Ploceus capensis (Linnaeus, 1766) — Капский ткач
- Ploceus temporalis (Bocage, 1880) — Ангольский золотой ткач
- Ploceus subaureus A. Smith, 1839 — Золотой ткач
- Ploceus xanthops (Hartlaub, 1862) — Шафрановый ткач
- Ploceus aurantius (Vieillot, 1805) — Королевский ткач
- Ploceus heuglini Reichenow, 1886 — Масковый ткач
- Ploceus bojeri (Cabanis, 1869) — Пальмовый ткач
- Ploceus castaneiceps (Sharpe, 1890) — Лисий ткач
- Ploceus princeps (Bonaparte, 1850) — Принцев ткач
- Ploceus castanops Shelley, 1888 — Камышовый ткач
- Ploceus xanthopterus (Finsch & Hartlaub, 1870) — Коричневогорлый ткач
- Ploceus holoxanthus Hartlaub, 1891
- Ploceus burnieri N.E. Baker & E.M. Baker, 1990
- Ploceus galbula Ruppell, 1840 — Иволговый ткач
- Ploceus taeniopterus (Reichenbach, 1863) — Северный масковый ткач
- Ploceus intermedius Ruppell, 1845 — Средний масковый ткач
- Ploceus velatus Vieillot, 1819 — Чернолобый ткач
- Ploceus katanguae (Verheyen, 1947)
- Ploceus ruweti Louette & Benson 1982
- Ploceus reichardi Reichenow, 1886
- Ploceus vitellinus (Lichtenstein, 1823)
- Ploceus spekei (Heuglin, 1861) — Сомалийский ткач
- Ploceus spekeoides Grant & Mackworth-Praed, 1947 — Фоксов ткач
- Ploceus cucullatus (Statius Muller, 1776) — Большой масковый ткач
- Ploceus grandis (G.R. Gray, 1844) — Гигантский ткач
- Ploceus castaneofuscus Lesson, RP, 1840
- Ploceus nigerrimus Vieillot, 1819 — Болотный ткач
- Ploceus weynsi (Dubois, 1900) — Вейнсов ткач
- Ploceus golandi (S. Clarke, 1913) — Голандов ткач
- Ploceus dicrocephalus (Salvadori, 1896) — Желтоспинный ткач
- Ploceus melanocephalus (Linnaeus, 1758) — Черноголовый ткач
- Ploceus jacksoni Shelley, 1888 — Ткач Джексона
- Ploceus badius (Cassin, 1850) — Суданский ткач
- Ploceus rubiginosus Ruppell, 1840 — Каштановый ткач
- Ploceus aureonucha Sassi, 1920 — Золотистый ткач
- Ploceus tricolor (Hartlaub, 1854) — Трёхцветный ткач
- Ploceus albinucha (Bocage, 1876) — Траурный ткач
- Ploceus nelicourvi (Scopoli, 1786) — Зелёный мадагаскарский ткач
- Ploceus sakalava Hartlaub, 1861 — Мадагаскарский ткач
- Ploceus hypoxanthus (Sparrman, 1788) — Азиатский золотой ткач
- Ploceus superciliosus (Shelley, 1873) — Коричневопоясничный ткач
- Ploceus benghalensis (Linnaeus, 1758) — Индийский ткачик
- Ploceus manyar (Horsfield, 1821) — Маньярский ткач
- Ploceus philippinus (Linnaeus, 1766) — Ткач-байя
- Ploceus megarhynchus Hume, 1869 — Большеклювый ткач (ткачи)
- Ploceus bicolor Vieillot, 1819 — Лесной ткач
- Ploceus preussi (Reichenow, 1893) — Златоспинный ткач
- Ploceus dorsomaculatus (Reichenow, 1893) — Желтошапочный ткач
- Ploceus olivaceiceps (Reichenow, 1899) — Оливковый ткач
- Ploceus nicolli W.L. Sclater, 1931
- Ploceus insignis (Sharpe, 1891) — Бурошапочный ткач
- Ploceus angolensis (Bocage, 1878) — Ангольский ткач
- Ploceus sanctithomae (Hartlaub, 1848) — Сан-томейский ткач
- Ploceus flavipes (Chapin, 1916)